# 私が幸せになる恋のルール
『私が幸せになる恋のルール』（わたしがしあわせになるこいのルール、Bending All the Rules）は2002年のアメリカ合衆国のロマンティック・コメディ映画。
監督はピーター・ナイトとモーガン・クライン、出演はコリーン・ポーチとブラッドリー・クーパーなど。
定職に就かないイケメンと堅実な彼氏の間で心揺れ動くヒロインの女心を描いている。
劇場では公開されず、本国アメリカでもDVDスルーとなった。日本では2011年11月3日にDVDが発売された他、WOWOWで2012年3月9日に放送された。

## ストーリー
プロ写真家を目指してバイト生活をしているケナは、堅実な実業家マーティンと、イケメンだが定職に就かず気ままに暮らしているラジオDJでバーテンダーのジェフという2人の対照的な男と、互いに納得の上で二股交際している。しかしマーティンとジェフは常に相手を意識しており、本心ではケナを独占したいと考えている。
ある日、ケナはマーティンから社交界のパーティに誘われるが、ドタキャンしてジェフと気楽に過ごす。これをきっかけに本音をあらわにしたマーティンはジェフと取っ組み合いの喧嘩を始めるが、止めに入った警官をジェフが誤って殴ってしまったことから2人は逮捕される。
その後、ジェフは公民権専門の弁護士となり、マーティンは平凡な家庭を持つことになる。

## キャスト
- ケナ: コリーン・ポーチ - バイトをしながらプロ写真家を目指している女性。自由恋愛主義者。
- マーティン: デヴィッド・ゲイル - 成功した実業家。キューバ移民の息子。32歳。
- ジェフ・マクリーン: ブラッドリー・クーパー - ラジオDJでバーテンダー。名門大学の法学部を首席で卒業している。
- DJ・スウェッティ: モーガン・クライン
- モーティ: カート・マッキニー - ケナの父親。移動遊園地で働いていた。